# アルトゥル・ベルクト
アルトゥル・ベルクト（ロシア語: Артур Беркут 、1962年3月24日 - ）はロシアのヘヴィメタル/ハードロックヴォーカリスト。

## 来歴
1962年、ハリコフで世襲サーカス芸人の家に生まれた。学校合奏でヴォーカリストとしてデビュー。学校卒業後、グネーシン音楽大学に入学し、ヴォーカルを専攻。
1981年、19歳のときにヴォーカル担当として魔法の暮に加入。
1982年、魔法の暮を脱退。同年、「アルトゥル・ベルクト」というステージネームを付けてアフトーグラフに加入。バンドの解体後、アメリカ合衆国へ移動。
1994年、ZOOOMに加入し、1997年までにヴォーカル・ギターおよび作詞作曲を担当。
2002年、アリアのヴォーカリストワレーリ・キペロフの脱退後バンドに加入。エピデミア の 『ELVEN MANUSCRIPT』というメタル・オペラにも参加し、イルディス魔法使いの役を演じる。アリア時代に『 炎による洗礼』（Крещение огнём、2003年）、『生きている炎』（Живой огонь、2004年）、『ハルマゲドン』（Армагеддон、2006年）、『アスファルトのヒーロー：20年』（Герой асфальта ХХ лет、2008年）、『戦場』（Поле битвы、2009年）等のアルバム制作に参加。
2011年、アリアを脱退。
脱退後に自身の名前を冠したバンド、アルトゥル・ベルクトを結成。同年、マグニトゴルスク市で行われたホッケーチャレンジカップの開催時に、自分で作曲したマイナーホッケーリーグのテーマソングを歌った。
アルトゥル・ベルクトのメンバー
- アルトゥル・ベルクト (Артур Беркут、ボーカル)
- アレクセイ・ストライク（Алексей Страйк、ギター、ボーカル）
- イゴル「バッハ」モラヴゥスキー（Игорь «Бах» Моравский、ベース、ボーカル）
- オレフ「コブラ」ホヴゥリン（Олег «Kobra» Ховрин、ドラムス）

## 作品

### アフトーグラフ
- 1983年 アフトーグラフI - Автограф I
- 1984年 アフトーグラフII - Автограф II
- 1985年 心理/モノローグ - Истина/Монолог
- 1986年 アフトーグラフ - Автограф
- 1989年 町/石の国 - Город /Каменный край
- 1990年 内なる世界 - Мир в себе
- 1991年 Tear down the border
- 2005年 船 - Корабль
- 2005年 25年後 - 25 лет спустя

### ZOOOM
- 1996年 ZOOOM

### アリア
- 2002年 コロッセオ - Колизей
- 2003年 炎による洗礼 - Крещение огнём
- 2004年 生きている炎 - Живой огонь
- 2006年 ハルマゲドン - Армагеддон
- 2008年 アスファルトのヒーロー：20年 - Герой асфальта ХХ лет
- 2009年 戦場 - Поле битвы

### アルトゥル・ベルクト
- 2011年 権利取得済 - Право дано
- 2015年最悪の悪魔"Путин - самый страшный демон в истории"

### インタビュー
- アルトゥル・ベルクトのインタビュー（ロシア語） -「コムソモルスカヤ・プラウダ」新聞 (21.11.2011)